# Республика Нижняя Канада
Республика Нижняя Канада — отложившиеся короткоживущее государство, провозглашённое в ходе восстания 1837 года. Подавление восстания положило конец новообразованному государству.

## История
После установления британского господства в 1760-х годах, Канада была разделена на два субъекта Верхнюю и Нижнюю Канаду. Нижняя Канада была населена в основном потомками французских колонистов, Верхняя же наоборот выходцами из Англии и американскими лоялистами, бежавшими от американской революции. Каждая колония имела своё самоуправление.
Франко-канадцы, составлявшие большинство в Нижней хотели обрести больше полномочий в управлении колонией. Однако, вскоре их постигло сильное разочарование поскольку им отводилась чисто номинальная роль во властных структурах. Реальная же власть находилась в руках, назначаемого британской короной генерал-губернатора, который часто игнорировал интересы жителей Нижней Канады. Нестабильная политическая ситуация, отсутствие индивидуальной министерской ответственности колониального правительства; а также экономический кризис и недавняя независимость Соединенных Штатов и латиноамериканских государств привели население Нижней Канады осенью 1837 года к восстанию в Нижней Канаде.
Плохо вооруженные, неподготовленные и уступающие по численности противнику патриоты были быстро разбиты британской армией. Выжившие искали убежища в США.